# Halecium fragile
Halecium fragile is een hydroïdpoliep uit de familie Haleciidae. De poliep komt uit het geslacht Halecium. Halecium fragile werd in 1950 voor het eerst wetenschappelijk beschreven door Hodgson. 